# Kommanditselskab
 Der er for få eller ingen kildehenvisninger i denne artikel, hvilket er et problem. Du kan hjælpe ved at angive troværdige kilder til de påstande, som fremføres i artiklen.

Et kommanditselskab (forkortet K/S) er en selskabsform, der til tider benævnes som et "hybridselskab", dvs. en blanding af to eller flere forskellige selskabsformer.
Kommanditselskabet er kendetegnet ved at have to typer deltagere: Dels én eller flere komplementarer og dels en eller flere kommanditister. Komplementaren hæfter personligt, og uden begrænsning for kommanditselskabets forpligtelser. Er der flere komplementarer, hæfter disse solidarisk for kommanditselskabets forpligtelser. Kommanditistens hæftelse er begrænset til dennes kapitalindskud i kommanditselskabet. Det er ikke et krav, at komplementaren har en ejerandel af kommanditselskabet, men i kommanditselskaber stiftet efter 1. juni 1996 er det et krav, at komplementaren i kommanditselskabets vedtægter er tillagt en række beføjelser af forvaltningsmæssig karakter.
Et kommanditselskab, hvor kommanditisterne i selskabet har indskudt en bestemt kapital, som er fordelt på aktier, benævnes et partnerselskab.

## Hæftelse
Et eksempel er K/S Invest som har 3 komplementarer, Arne, Børge og Clara. K/S Invest skylder imidlertid 3 millioner væk, som K/S'et ikke har.
Fordi Arne, Børge og Clara hæfter personligt, solidarisk og direkte, kan kreditoren gøre sit krav gældende mod dem hver især med det samme. Denne hæftelse svarer til hæftelsen i et interessentskab (I/S). Havde de investeret hver for sig med 1 million, ville de hæfte med en million kroner hver. Men de hæfter som nævnt personligt, solidarisk og direkte så hvis både Arne og Børge er ude af stand til at betale, kan kreditor gøre sit krav på de fulde tre millioner gældende overfor Clara alene. Herefter har Clara regres mod Arne og Børge for deres dele af gælden i det indbyrdes forhold.

## Fordele
En væsentlig grund til at anvende kommanditselskab som selskabsform er, at det – ligesom interessentskabet – ikke er selvstændigt skattepligtigt. Dvs. at overskud eller underskud vil indgå direkte på ejernes selvangivelse. Dette kan være en stor fordel, hvis kommanditselskabet får et underskud, fordi dette så kan fratrækkes i ejernes øvrige indtægt.
Et kommanditselskab kan være meget nyttigt, hvis man har et familieejet selskab men man gerne vil have kapital udefra. Dette skyldes at uanset mængden af kapital som kommanditister indskyder i selskabet, vil de aldrig kunne få en afgørende indflydelse, da denne altid tilfalder komplementarerne der hæfter personligt.
Kommanditselskabet åbner for anvendelse af kapitalafkastordningen og virksomhedsskatteordningen – der begge giver mulighed for investor at benytte konjunkturudligningsordningen.

## Ulemper
Kommanditselskaber har i tiden fået et dårligt ry, da de ofte kun dannes med en enkelt komplementar som er et anpartsselskab med et minimum af kapital. På denne måde kan man omgå loven om den ubegrænsede hæftelse. Dette bruges i anpartsprojekter.
Det kan ligeledes være omkostningsfuldt at ændre i selskabsformen sammenlignet med andre selskabsformer, ligesom oprettelsen af et kommanditselskab er omkostningsfuld da der skal en advokat ind over.

## Yderligere informationer
For yderligere informationer om kommanditselskaber se: Selskabsformerne – lærebog i selskabsret af Noe Munck og Lars Hedegaard Kristensen Jurist og Økonomiforbundets Forlag ISBN 978-87-574-1478-3